# Peter Lang
Peter Lang — крупне міжнародне академічне видавництво зі штаб-квартирою в Берні, Швейцарія.

## Опис
Видавництво Peter Lang GmbH було засновано 1970 року у Франкфурті-на-Майні швейцарським видавцем Петером Лангом (пом. 2001). 1977 року, в результаті низки перетворень, видавництво почало називатись Peter Lang AG, а його штаб-квартира перемістилась у Берн. Нині філії видавництва розміщуються в Берліні, Брюсселі, Франкфурті-на-Майні, Нью-Йорку, Оксфорді й Відні.
Видавництво публікує літературу переважно англійською, німецькою та французькою мовами. Основним ринком видавництва є університетські бібліотеки Європи та Північної Америки, і книги, як правило, не надходять у продаж до книжкових крамниць.
У ранньому періоді своєї історії видавництво спеціалізувалось на публікації докторських дисертацій та інших академічних матеріалів німецькою з метою задоволення потреб німецьких та австрійських науковців. Згодом видавництво розширило свій діапазон і почало випускати літературу переважно англійською. Нині за кількістю найменувань Peter Lang посідає одне з перших місць у світі.
1982 року було відкрито північноамериканську філію видавництва — Peter Lang Publishing Inc — зі штаб-квартирою в Нью-Йорку. Peter Lang Publishing Inc спеціалізується на публікації монографій з гуманітарних та соціальних наук, а також академічних підручників у галузі освіти, медіа та комунікацій. Програма науково-дослідних монографій включає такі галузі, як мови та література; релігія й теологія; історія; соціологія; культурологія; мультикультуралізм; мовознавство; театр; політологія; філософія.
Філію Peter Lang AG в Оксфорді було засновано 1996 року, а 1999 відкрилась P.I.E.-Peter Lang — філія видавництва в Брюсселі.
Peter Lang також публікує низку наукових журналів, що поширюються через Metapress.